# 尖头果薯蓣
尖头果薯蓣（学名：Dioscorea bicolor）为薯蓣科薯蓣属的植物，为中国的特有植物。分布于中国大陆的云南、四川等地，生长于海拔1,600米至2,100米的地区，常生长在山沟草丛中，目前尚未由人工引种栽培。
种名 bicolor 意为“二色的”。